# Electrophaes subochraria
Electrophaes subochraria là một loài bướm đêm trong họ Geometridae.